# Irmandade do Santo Sepulcro

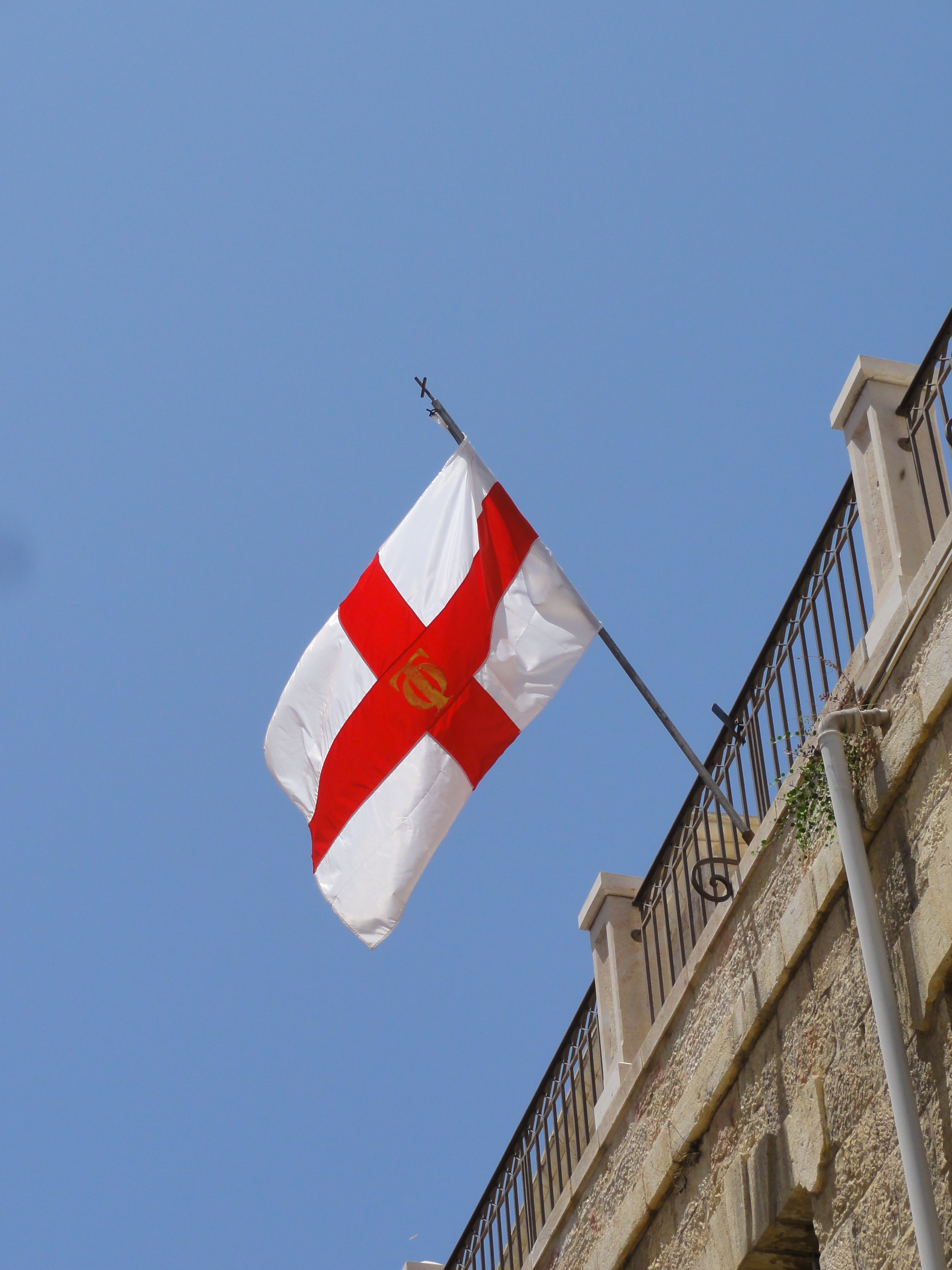
Bandeira do Patriarcado com as letras "ΤΦ" (Tau + Phi) representando as palavras "phylakes taphou" ('Protetores da Tumba')

A Irmandade do Santo Sepulcro (em grego: Ιερά Αγιοταφιτική Αδελφότητα, Ierá Agiotafitikí Adelfótita; árabe palestino: اخوان القبر المقدس) ou Comunidade Sagrada do Santo Sepulcro é uma fraternidade monástica ortodoxa que guarda a Igreja do Santo Sepulcro e outros lugares sagrados cristãos na Terra Santa, fundada em sua forma atual durante o Mandato Britânico na Palestina (1920-1948). Encabeçada pelo Patriarca Ortodoxo Grego de Jerusalém, a irmandade também administra a Igreja Ortodoxa Grega de Jerusalém, como metropolitas, arcebispos, bispos, arquimandritas, hieromonges, hierodiáconos e monges.
Seu símbolo é o símbolo taphos, um monograma das letras gregas tau (Τ) e phi (Φ), para a palavra taphos (τάφος, que significa "sepulcro, sepultura"). Pode ser visto na maioria dos edifícios ortodoxos gregos em Jerusalém.
Sua sede é o Mosteiro Central dos Santos Constantino e Helena, Jerusalém, a nordeste do Convento Megali Panagia.

## Nome
Um sepulcro é uma câmara mortuária e, neste caso, o Santo Sepulcro refere-se à câmara mortuária de Jesus, que se acredita ser seu túmulo dentro da Igreja do Santo Sepulcro.
Eles também são chamados de Irmandade Hagiotafita (membros: os Hagiotafitas ou Agiotafitas), do grego hagios ("santo") e taphos ("sepulcro").

## História
Acredita-se que a história da Irmandade remonta a 313 (correspondente ao Édito de Milão de Constantino, o Grande, e à legalização do cristianismo no Império Romano). Antigos manuscritos confirmam a existência de uma Irmandade antes da chegada da Imperatriz Helena à Cidade Santa em 326. A Irmandade recebeu o apoio do Imperador e estendeu suas atividades além das fronteiras de Jerusalém, aos principais locais sagrados da Palestina.
Em 638, a Irmandade foi reconhecida pelo califa ortodoxo Omar (r. 634–644) e posteriormente por seus sucessores. Nos séculos seguintes, todos os conquistadores da Palestina, de uma forma ou de outra, reconheceram os direitos dos monges ortodoxos da Irmandade de cuidar dos lugares sagrados para os cristãos. Por muitos séculos, a Irmandade esteve em competição com os pré-calcedônios e os católicos romanos, que tentaram de várias maneiras adquirir direitos para o cuidado dos Lugares Santos. Sem o apoio de um Estado correligionário na Terra Santa, a Irmandade do Santo Sepulcro travou uma luta sem fim para provar e fazer valer seus direitos à Terra Santa.

## Organização
A Lei Jordaniana nº 227, de 16 de janeiro de 1958, regulamenta o governo da Irmandade.[carece de fontes?]

## Lugares Sagrados
- Igreja da Natividade em Belém;
- Local do batismo de Cristo no rio Jordão (Al-Maghtas & Qasr el Yahud);
- Monte Tabor;
- Nazaré, a cidade da Anunciação (Igreja de São Gabriel);
- Mar da Galiléia (também conhecido como Lago de Genesaré e Mar de Tiberíades);
  - Cafarnaum, a "Cidade de Jesus".
- Caná;
- Poço de Jacó em Nablus.